# Walram von Moers
Walram von Moers, aussi Urban et Walramor de Mörs (né en 1393 et mort à Arnhem le 3 octobre 1456) est un pseudo-cardinal allemand du XVe siècle. Il est le fils du comte Frédéric III de Moers et de la princesse Walburge de Sarre werden. Son frère Thierry II de Moers est archevêque de Cologne et un autre frère Henri II de Moers (de) est évêque d'Osnabrück et de Münster.

## Biographie
Walram van Moers est trésorier et doyen de la cathédrale de Cologne, doyen de Saint-Géréon et prévôt de Sankt Maria ad Gradus en Cologne et chanoine à Trèves. Il est élu évêque d'Utrecht en 1434 par une minorité du chapitre contre Rodolphe de Diepholt. Von Moers assiste au concile de Bâle et réside à Dordrecht. 
L'antipape Félix V le crée cardinal lors du consistoire du 12 avril 1440, mais il résigne la promotion. En 1449 il résigne formellement au poste d'évêque d'Utrecht et reçoit une compensation monétaire. Il est élu évêque de Münster en 1450, mais ne peut pas prendre possession de la ville à cause d'une guerre avec l'autre candidat Erich von Hoya.